# Kubhinde
Kubhinde (nep. कुभिण्डे) – gaun wikas samiti w środkowej części Nepalu w strefie Bagmati w dystrykcie Sindhupalchowk. Według nepalskiego spisu powszechnego z 2001 roku liczył on 650 gospodarstw domowych i 3229 mieszkańców (1641 kobiet i 1588 mężczyzn).